# مارسلو بالبوآ
مارسلو بالبوآ (انگلیسی: Marcelo Balboa؛ زادهٔ ۸ اوت ۱۹۶۷) یک بازیکن فوتبال اهل ایالات متحده آمریکا است.
وی همچنین در تیم ملی فوتبال ایالات متحده آمریکا بازی کرده‌است.